# جواز سفر بريطاني (سانت هيلينا)
يتم إصدار جوازات سفر سانت هيلينا إلى مواطني ماوراء البحار البريطانية والأقاليم البريطانية التابعة لسانت هيلينا.

## أنواع
منذ عام 2014 أصبحت جوازات سفر سانت هيلينا إلكترونية وبالتالي فهي مطبوعة في المملكة المتحدة. ولكن احتفظ مكتب الجوازات في سانت هيلينا بمرافق لطباعة جوازات السفر غير الإلكترونية، ويقوم بذلك في حالات الطوارئ (لا سيما متطلبات السفر العاجلة لأسباب طبية)، بسبب التأخير الزمني في طلب إصدار جوازات السفر في المملكة المتحدة ونقلهم إلى سانت هيلانة.